# Tétrahydrothiophène
Cet article concerne de la molécule. Pour la famille des dérivés du thiolane, voir thiolane.
Le tétrahydrothiophène ou thiolane ou encore régulièrement désigné sous le sigle THT, est un composé organique hétérocyclique. C'est un thioéther cyclique à cinq atomes, un de soufre et quatre de carbone. C'est le composé le plus simple de la famille des thiolanes.

## Caractéristiques
C'est un liquide incolore et inflammable, avec une odeur très caractéristique, si bien qu'il est ajouté dans le gaz consommable pour déceler d'éventuelles fuites.

## Odorisant du gaz naturel
En France, le THT sert d'odorisant pour le gaz naturel acheminé par les opérateurs de distribution (GrDF, Régies) et de transport (GRTgaz, TIGF), ainsi que par les terminaux méthaniers qui ont la charge d'odoriser le gaz étranger importé. Il est présent dans le gaz injecté sur le réseau entre 15 et 40 mg/m3(n) ce qui correspond à 3,8 ppm et 10,2 ppm, respectivement.
L'injection de THT dans le gaz naturel est réalisée en France de manière « centralisée », c'est-à-dire au niveau des points d'entrée dans les réseaux de transport de gaz que sont les terminaux méthaniers, les stockages souterrains de gaz, et les interconnexions avec les autres réseaux de transport de gaz.
Dans la plupart des autres pays européens, à l'inverse, l'injection de THT dans le gaz naturel est réalisée de manière « décentralisée », c'est-à-dire à l'entrée des réseaux de distribution de gaz. Il en résulte que le gaz circulant dans les réseaux de transport n'est pas odorisé dans ces pays. Par conséquent, les exports de gaz naturel par gazoduc depuis les réseaux de transport « odorisés » de la France vers ceux, non odorisés, de ses voisins (Belgique et Allemagne notamment), sont difficiles. 
L'exportation du gaz à partir de la France nécessite soit une désodorisation soit d'utiliser les courtes mailles non encore odorisées. Ceci constitue un obstacle au libre-échange intra-européen, raison principale pour laquelle la Commission de régulation de l'énergie (CRE) incite les transporteurs français à étudier la « décentralisation » (l'injection locale, au niveau des réseaux de distribution) de l'odorisation du gaz naturel. Cette recommandation se heurte en 2015 à une imposition réglementaire française selon laquelle le gaz présent dans le réseau de transport doit avoir une odeur caractéristique.